# 曾玉明
曾玉明（1805年—1868年），名藍田，字玉明，又號氷儒，以字行，福建泉州府晉江縣人，為中國清朝武官。

## 生平
1841年時為千總，以剿匪出力，賞藍翎。後歷任嘉義守備，鳳山縣遊擊、建寧鎮總兵等職。1862年（同治元年）奉旨接任曾元福擔任台灣鎮總兵。是台灣清治時期此期間，受台灣道制約的台灣地區最高軍事首長。
曾玉明曾率林文察與鄉勇在基隆擊退小刀會，也曾參與平定戴潮春事件。咸豐、同治年間，臺灣武官中有所謂的大曾與小曾，大曾指曾玉明，小曾指曾元福。兩曾原籍均福建泉州晉江縣，早年均行伍出身均官至臺灣總兵，皆參予平定戴萬生之役，兩人均在臺南置有宅第，且其次子均中舉人。

### 戴潮春事件評價
林豪在《東瀛紀事》一書中，以唐代哥舒翰以及明末孫傳庭的典故，描述臺灣鎮總兵林向榮的困境，直言致使斗六門失守、林向榮陣亡，遠在百里外的監軍（暗指臺灣道道臺洪毓琛）應引此為咎。此外，林豪也批評鹿港駐軍（曾玉明）作壁上觀、不作為的態度。
根據奏章紀錄，原護理福建陸路提督石棟是派撥 1000 名「水陸精兵」隨曾玉明赴臺，但實際上僅 600 名兵員，而且並非曾玉明所熟悉的臺勇，兵源乃由石棟提供，而曾玉明也收到新任福建巡撫徐宗幹的指示，他來臺任務是「意在剿撫兼施，帶兵勇無多。」於是曾玉明來臺也以策反、離間天地會部眾為主。根據臺灣學者柯志明《熟番與奸民．下冊》一書中，敘述曾玉明來臺之後，幾乎僅守鹿港一方之地，少見戰功，被清末鄉紳林豪不時批評，吳德功亦評價不高，但柯志明卻認為曾玉明在僅有 600 兵員的條件下，能堅守一方，並多方彙整戰場狀況反應予朝廷，更與民間各路村莊建立聯絡管道，實屬不易。:843-846

## 家族
曾玉明共五子，長雲從（筱田），次雲書（浦）三雲峰，四雲登，五雲鏞，次子曾浦係舉人出身，1866年曾玉明因其子科舉舞弊，坐徇庇，革職。